# Ingela Ericsson
Ingela Ericsson (n. 27 septembrie 1968, Nyköping, Södermanlands län, Suedia) este o canoistă ce a reprezentat Suedia, medaliată olimpică. A participat la 2 ediții ale Jocurilor Olimpice (1996, 2000) în care a câștigat o medalie de bronz.